# Sulla infinitezza
Sulla infinitezza (Om det oändliga) è un film del 2019 scritto e diretto da Roy Andersson.

## Trama
Nel film si susseguono momenti di vita vari tra passato e presente: una coppia vaga nella città di Colonia afflitta dalla guerra, un padre e una figlia si dirigono a una festa di compleanno, delle adolescenti ballano fuori da un bar, dei soldati marciano verso un campo di prigionia. Tra gli altri personaggi vi sono un prete, una direttrice marketing, una donna che ama lo champagne, Adolf Hitler e Ivan il Terribile.

## Distribuzione
Il film è stato presentato in anteprima il 3 settembre 2019 in concorso alla 76ª Mostra internazionale d'arte cinematografica di Venezia, vincendo il Leone d'argento per la migliore regia.

## Riconoscimenti
- 2019 - Mostra internazionale d'arte cinematografica[3]
  - Leone d'argento - Premio speciale per la regia a Roy Andersson
  - In competizione per il Leone d'oro al miglior film
- 2019 - Guldbagge
  - Migliore scenografia a Anders Hellström, Frida Ekstrand Elmström e Nicklas Nilsson
  - Candidatura a miglior film
  - Candidatura a miglior regista a Roy Andersson
  - Candidatura a migliore sceneggiatura a Roy Andersson